# Tricia Helfer
Tricia Helfer (Donalda, 11 aprile 1974) è una supermodella, attrice e doppiatrice canadese naturalizzata statunitense, conosciuta principalmente per il suo ruolo di Numero Sei nella serie televisiva Battlestar Galactica e della madre del protagonista in Lucifer.

## Carriera

### Modella
Tricia Helfer è nata nelle campagne di Donalda (Alberta, Canada) da Dennis ed Elaine Helfer. Ha studiato alla William E. Hay Composite High School di Stettler, Alberta. Ha vissuto e lavorato nella fattoria di grano di famiglia con le sue tre sorelle; Trena, Tammy e Tara. È stata scoperta all'età di 17 anni da uno scout di un'agenzia di modelle mentre era in fila in un cinema con una sua parente, Crystal. È di origine inglese, tedesca, norvegese e svedese, nel 1992 Tricia vinse il concorso di "Ford Models Supermodel of the World", organizzato dall'agenzia Ford Models e fu poi assunta dall'agenzia Elite Model Management.
È apparsa in diverse campagne pubblicitarie per Ralph Lauren, Chanel e Giorgio Armani. Ha sfilato anche per molti altri grandi stilisti come Carolina Herrera, Christian Dior, Claude Montana, Givenchy, John Galliano, Ralph Lauren e Dolce & Gabbana; ha inoltre posato per le copertine di riviste quali Flare, Amica, Elle, Cosmopolitan, Marie Claire, Vogue.

### Attrice
È poi apparsa in alcuni cortometraggi come Eventual Wife nel 2000 e poi in diverse serie televisive; nel 2003 ha recitato il ruolo di Eva nel film indipendente White Rush.
Il suo ruolo più conosciuto è comunque quello di Numero Sei, l'agente Cylone del telefilm Battlestar Galactica di Sci Fi Channel: grazie al successo dello show, Tricia viene chiamata come guest star in diverse serie televisive e infatti compare in diversi episodi della serie Burn Notice e nell'episodio Roadkill della serie Supernatural, che registra il record d'ascolti in USA.
Nel 2009 compare nelle serie Chuck, Warehouse 13 e Human Target ed è stata scelta come attrice per impersonare in Halo 3:ODST Veronica Dare. Nel 2010 diventa parte del Team di Dark Blue (TNT) nei panni dell'agente speciale dell'FBI Alex Rice.
È la voce dell'intelligenza artificiale EDI (IDA nella versione italiana), l'Intelligenza Difensiva Avanzata della fregata Normandy SR-2, nella versione inglese dei videogiochi Mass Effect 2 (2010) e Mass Effect 3 (2012). È, inoltre, la doppiatrice di Kerrigan/la Regina delle Lame nella versione inglese del videogioco Starcraft 2.
Nel 2016 entra a far parte del cast della serie televisiva Lucifer, basata sull'omonimo fumetto della Vertigo, nei panni della madre del protagonista.
A maggio del 2019, viene annunciato che interpreterà Dracula nella serie televisiva Van Helsing di Syfy.

## Filmografia

### Cinema
- Eventual Wife, regia di Bryan Bantry, Dave Diamond – cortometraggio (2000)
- White Rush, regia di Mark L. Lester (2003)
- Memory, regia di Bennett Davlin (2005)
- The Genius Club, regia di Timothy A. Chey (2006)
- Spiral, regia di Adam Green e Joel Moore (2007)
- The Green Chain, regia di Mark Leiren-Young (2007)
- Walk All Over Me, regia di Robert Cuffley (2007)
- Open House, regia di Andrew Paquin (2010)
- Guida alla morte per principianti (A Beginner's Guide to Endings), regia di Jonathan Sobol (2010)
- Bloodwork, regia di Eric Wostenberg (2012)
- The Forger regia di Lawrence Roeck (2012)
- Authors Anonymous, regia di Ellie Kanner (2014)
- 37, regia di Randall Batinkoff (2014)
- Isolation, regia di Shane Dax Taylor (2015)
- Bombshell - La voce dello scandalo (Bombshell), regia di Jay Roach (2019)
- Spin Me Round, regia di Jeff Baena (2022)

### Televisione
- Jeremiah – serie TV, episodi 1x01-1x02 (2002)
- CSI - Scena del crimine (CSI: Crime Scene Investigation) – serie TV, episodio 2x23 (2003)
- Battlestar Galactica, regia di Michael Rymer – miniserie TV (2003)
- Charlie's Angels Story - Fatti e misfatti (Behind the Camera: The Unauthorized Story of Charlie's Angels), regia di Francine McDougall – film TV (2004)
- Battlestar Galactica – serie TV, 66 episodi (2004-2009)
- The Collector – serie TV, episodio 3x05 (2004)
- Them, regia di Jonathan Mostow – episodio pilota scartato (2007)
- Supernatural – serie TV, episodio 2x16 (2007)
- Battlestar Galactica: Razor, regia di Félix Enríquez Alcalá – film TV (2007)
- Burn Notice - Duro a morire (Burn Notice) – serie TV, 9 episodi (2007-2009)
- Inseparable, regia di Grace Wan – episodio pilota scartato (2008)
- Chuck – serie TV, episodio 2x18 (2009)
- Caccia al buio (Hidden Crimes), regia di Philippe Gagnon – film TV (2009)
- Warehouse 13 – serie TV, episodio 1x02 (2009)
- Battlestar Galactica: The Plan, regia di Edward James Olmos – film TV (2009)
- Due uomini e mezzo (Two and a Half Men) – serie TV, episodi 7x08-7x18-9x01 (2007-2009)
- The Dealership, regia di Ken Girotti – episodio pilota scartato (2009)
- Human Target – serie TV, episodio 1x01 (2010)
- Dark Blue - serie TV, 10 episodi (2010)
- Lie to Me – serie TV, episodio 3x04 (2010)
- The Whole Truth – serie TV, episodio 1x06 (2010)
- No Ordinary Family – serie TV, episodio 1x17 (2011)
- Franklin & Bash – serie TV, episodio 1x10 (2011)
- Un magico Natale a Manhattan (Mistletoe Over Manhattan), regia di John Bradshaw – film TV (2011)
- 17th Precinct, regia di Michael Rymer – episodio pilota scartato (2011)
- Scent of the Missing – episodio pilota scartato (2012)
- Il socio (The Firm) – serie TV, 12 episodi (2012)
- Criminal Minds – serie TV, episodi 7x23-7x24 (2012)
- Husbands – webserie, episodi 2x01-2x02 (2012)
- Community – serie TV, episodio 4x03 (2013)
- L'ombra del male (Dangerous Intuition), regia di Roger Christian – film TV (2013)
- Quando il cuore va in vacanza (Finding Christmas), regia di Harvey Crossland – film TV (2013)
- Spun Out – serie TV, episodio 1x02 (2014)
- Killer Women – serie TV, 8 episodi (2014)
- The Librarians – serie TV, episodio 1x03 (2014)
- Ascension  – miniserie TV, puntate 01-02-03 (2014)
- Kay and Peele – serie TV, episodio 5x06 (2015)
- Con Man – webserie, 4 episodi (2015)
- Suits – serie TV, episodi 4x14-4x15-5x16 (2015-2016)
- Powers – serie TV, 5 episodi (2016)
- Operation Christmas, regia di David Weaver – film TV (2016)
- Lucifer – serie TV, 37 episodi (2016-2018, 2020-2021)
- Sole, cuore & amore (Sun, Sand & Romance), regia di Mark Rosman – film TV (2017)
- Come neve a Natale (It's Beginning to Look a Lot Like Christmas), regia David Weaver – film TV (2019)
- S.W.A.T. – serie TV, episodio 2x14 (2019)
- Cambio di direzione (Big Shot) – serie TV, episodio 1x05 (2021)
- The Rookie - serie TV, episodio 4x2 - ladra  (2021-2022)

### Video musicali
- Howlin' for You dei The Black Keys (2011)

### Doppiatrice

#### Cinema
- Lanterna Verde: Prima missione, regia di Lauren Montgomery (2009)
- PostHuman, regia di Cole Drumb – cortometraggio (2012)

#### Televisione
- The Spectacular Spider-Man – serie animata, episodi 1x10-2x08-2x12 (2008-2009)
- Super Hero Squad Show – serie animata, episodio 1x07 (2010)
- Scooby-Doo! Mystery Incorporated – serie animata, episodio 1x16 (2011)
- Tron - La serie (Tron: Uprising) – serie animata, 19 episodi (2012-2013)
- Battlestar Galactica: Blood & Chrome, regia di Jonas Pate – film TV (2012)
- Falling Skies – serie TV, episodio 5x10 (2015)
- Rick and Morty – serie animata, episodio 2x10 (2015)
- Robot Chicken – serie animata, episodio 8x18 (2016)

#### Videogiochi
- Command & Conquer 3: Tiberium Wars (2007)
- Command & Conquer 3: Kane's Wrath (2008)
- Spider-Man: Web of Shadows (2008)
- Halo 3: ODST (2009)
- Mass Effect 2 (2010)
- StarCraft II: Wings of Liberty (2010)
- Mass Effect 3 (2012)
- StarCraft II: Heart of the Swarm (2013)
- Mortal Kombat X (2015)
- StarCraft II: Legacy of the Void (2015)

### Produttrice
- Canada's Next Top Model – reality show, 8 episodi (2006) - produttrice esecutiva

## Agenzie
- Elite Model Management - New York
- T Model Management
- Mode Models - Calgary
- Trump Model Management

## Doppiatrici italiane
Nelle versioni in lingua italiana dei suoi lavori, Tricia Helfer è stata doppiata da:
- Francesca Fiorentini in Battlestar Galactica (miniserie TV), Battlestar Galactica, Battlestar Galactica: Razor, Battlestar Galactica: The Plan, Battlestar Galactica: Blood & Chrome
- Monica Ward in Chuck, Quando il cuore va in vacanza
- Alessandra Korompay in Supernatural
- Rachele Paolelli in Burn Notice - Duro a morire
- Emanuela Rossi in Human Target
- Irene Di Valmo in Lie to Me
- Daniela Calò in No Ordinary Family
- Tatiana Dessi in Criminal Minds
- Chiara Colizzi in Killer Women
- Giuppy Izzo in Operation Christmas
- Roberta Pellini in Suits
- Claudia Catani in Lucifer
- Deborah Ciccorelli in Come neve a Natale
- Debora Magnaghi in Van Helsing

Da doppiatrice è sostituita da: 
- Giuliana Atepi in Mass Effect 2, Mass Effect 3
- Elda Olivieri in StarCraft II: Wings of Liberty, StarCraft II: Heart of the Swarm
- Paola Della Pasqua in Green Lantern: First Flight
- Francesca Fiorentini in TRON: Uprising
- Lorella De Luca in Command & Conquer 3 - Tiberium Wars
- Deborah Morese in Starcraft II - Legacy of the Void
- Lucy Matera in Halo 3: ODST
- Stefania Patruno in Mortal Kombat X